# Józef Święcicki (budowniczy)

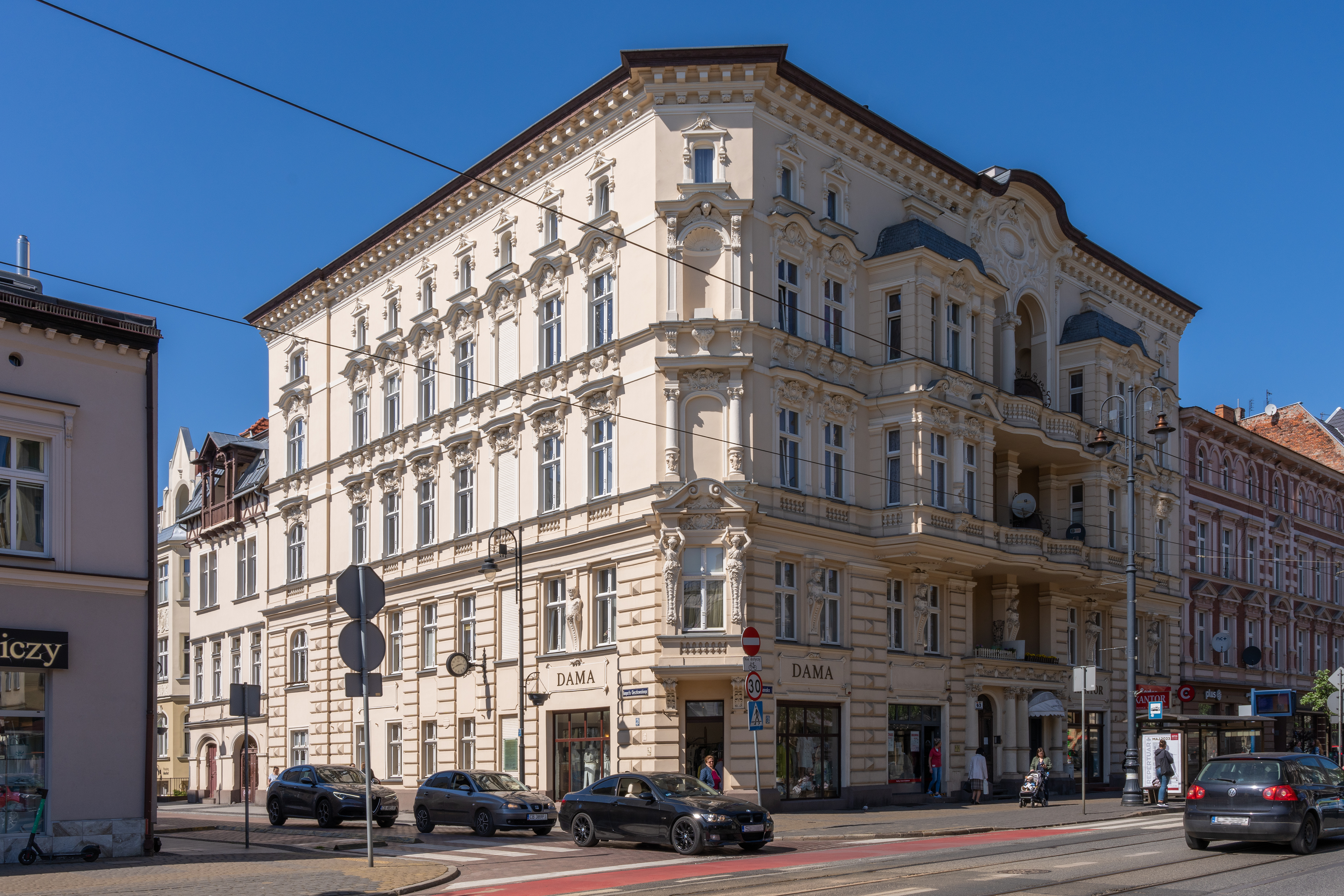
Kamienica Gdańska 63 (1895)

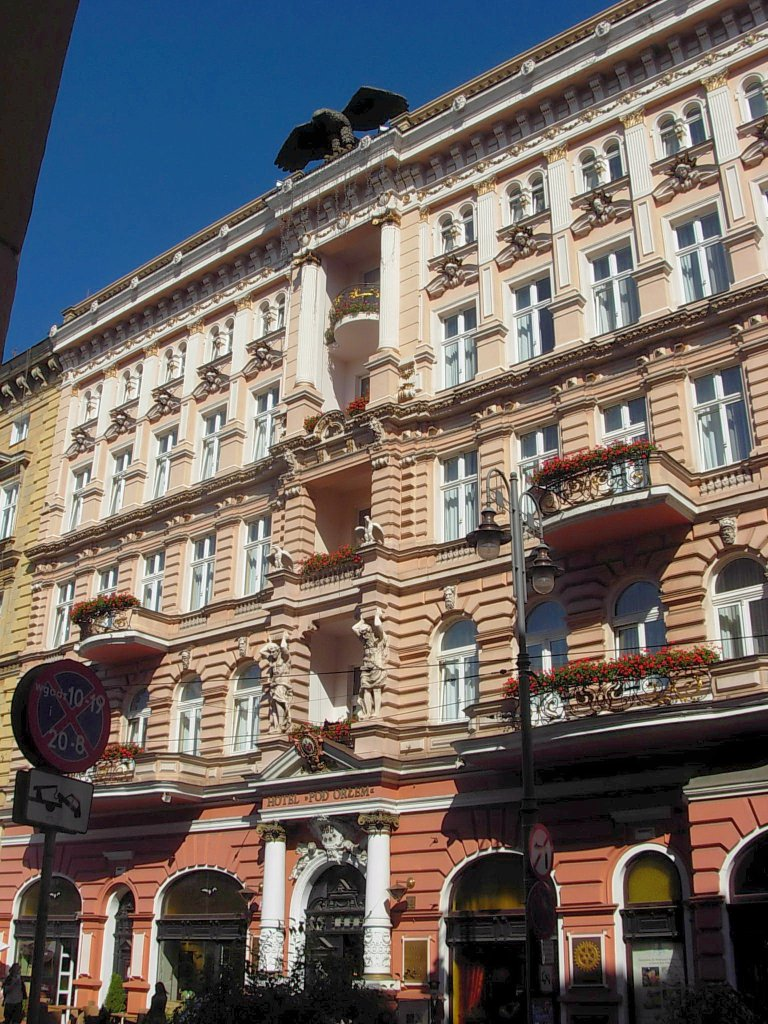
Hotel „Pod Orłem” (1896)

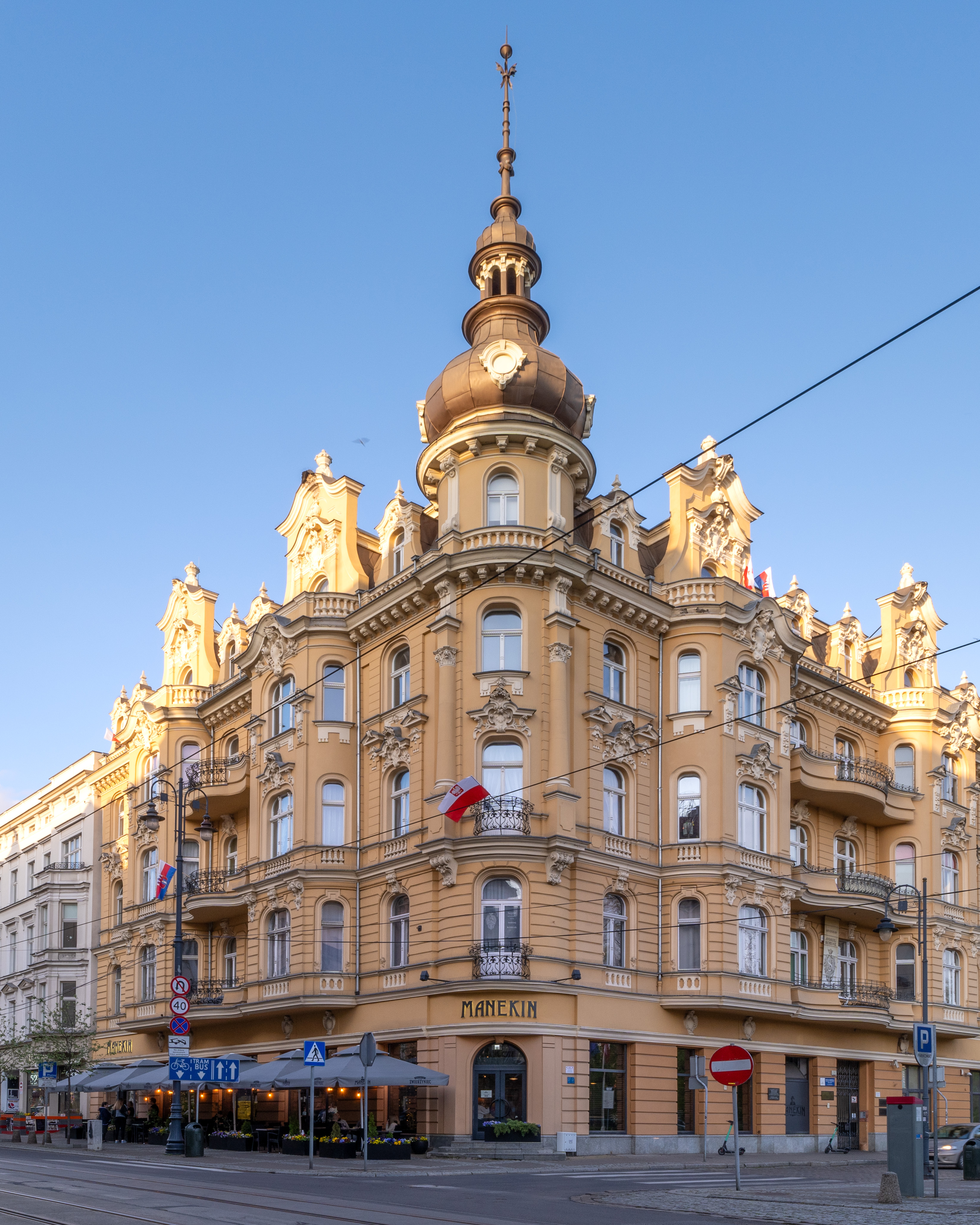
Kamienica plac Wolności 1 (1898)

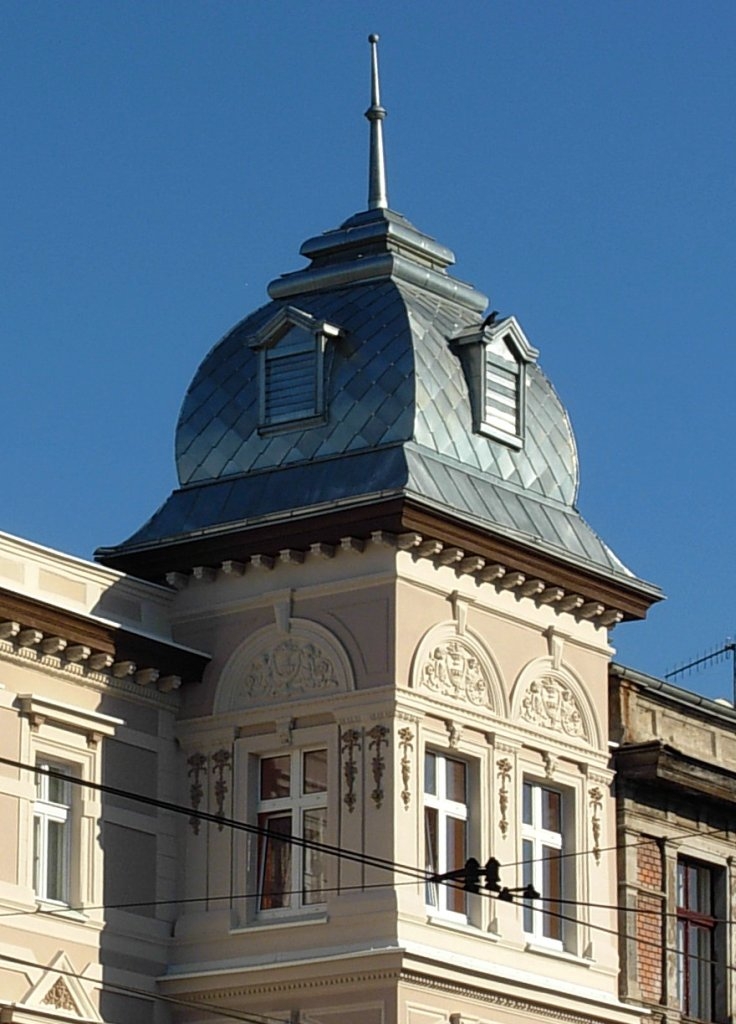
Wieża kamienicy Gdańska 92-94 (1892)

Józef Święcicki (ur. 1859 w Bydgoszczy, zm. 1913 w Berlinie) – budowniczy, przez całe życie związany z Bydgoszczą.

## Życie i działalność
Urodził się 9 marca 1859 r. w Bydgoszczy. Był synem Franciszka (1810-1863) i Michaliny (1827-1912). Miał czworo braci i troje sióstr, wszyscy urodzeni i ochrzczeni w Bydgoszczy.
W 1866 r. jego ojczymem został bydgoski mistrz murarski Anton Hoffmann (1824-1904), który uczył go profesji budowlanej.
Około 1881 r. ukończył średnią szkołę budowlaną i zdał egzamin państwowy uprawniający do posługiwania się tytułem budowniczego (niem. Baugewerksmeister). Praktykę zawodową odbywał u ojczyma. Od połowy lat 80. XIX wieku do ok. 1903 r. prowadził dużą pracownię projektową. Początkowo razem z ojczymem prowadził spółkę projektowo-wykonawczą sygnowaną wspólnym podpisem Święcicki-Hoffmann, zaś od 1887 r. występował samodzielnie. Wczesne projekty Święcickiego wykazywały podobieństwo do prac A. Hoffmanna. Etap uniezależniania się od ojczyma wyznacza 1888 r., kiedy ożenił się i opuścił dom rodzinny, zamieszkując w wynajętym mieszkaniu w przy ul. Warmińskiego 8.
Najbardziej płodny okres w życiu zawodowym Święcickiego to lata 90. XIX wieku. Zaprojektował ponad 60 kamienic w Śródmieściu Bydgoszczy. Z tego aż 21 realizacji wykonał na ulicy Gdańskiej. Był też projektantem i wykonawcą szeregu innych budynków w różnych miejscach miasta, a także poza Bydgoszczą. Prowadził Fabrykę Ornamentów Sztukatorskich, której produkty ozdabiały elewacje bydgoskich kamienic. W 1898 r. wykonał na zlecenie proboszcza bydgoskiej parafii farnej Józefa Choraszewskiego projekt kościoła św. Trójcy, zaś w 1900 r. magistrat Bydgoszczy zlecił mu wykonanie projektu wschodniej pierzei ul. Mostowej w związku z planowanym jej poszerzeniem.
Święcicki był twórcą raczej konserwatywnym. Większość jego projektów to eklektyczne kamienice, łączące płynnie wzornikowe układy detalu z dominantą form i elementów historyzujących. Śmiało czerpał z form renesansowych, manierystycznych, barokowych. Architekturę Święcickiego charakteryzuje zamiłowanie do symetrii, rytmicznych pionowych podziałów, zaakcentowanych układem okien, pilastrów i elementów sztukatorskich.
Pozostawił wiele podziwianych dzieł wyróżniających się w architekturze Bydgoszczy. Wyróżnia się zwłaszcza trzy realizacje, uznawane za ikony architektury neobarokowej:
- kamienicę przy ul. Gdańskiej 63 (w której mieszkał w latach 1896-1905),
- hotel „Pod Orłem”,
- kamienicę narożną przy pl. Wolności 1

Cechą charakterystyczną jego działalności budowlanej na przełomie XIX i XX wieku było wznoszenie kamienic według własnych projektów, na parcelach będących jego własnością, a następnie ich zyskowna sprzedaż. Można sądzić, że nieobcy był mu intratny handel nieruchomościami. Oprócz architektury zajmował się też dramatopisarstwem, był m.in. autorem dwóch utworów scenicznych wystawianych w Teatrze Miejskim i teatrze „Elysium” oraz Ilustrowanego Przewodnika po Bydgoszczy (1910). W tym samym roku w Berlinie wydał książkę o tematyce konserwatorskiej. Był także współzałożycielem w 1886 r. Bydgoskiego Towarzystwa Szachowego, a od 1910 r. jego honorowym członkiem. W 1893 r. został członkiem Bydgoskiego Banku Przemysłowego, a od 1909 r. do śmierci zastępcą przewodniczącego rady nadzorczej banku.
W 1905 r. zamieszkał w nowo wzniesionym własnym domu przy al. Mickiewicza 17. W głębi posesji wybudował garaż, gdzie przechowywał własny samochód firmy Hameln – wówczas jeden z nielicznych pojazdów prywatnych w Bydgoszczy. O jego silnych związkach z miastem nad Brdą świadczy fundacja oświatowa jego imienia. W zapisie testamentowym sporządzonym 10 czerwca 1911 r. przekazał miastu Bydgoszczy 5 tysięcy marek, a odsetki od tej sumy deputacja szkolna miała przeznaczać w każdym roku szkolnym dla biednych i utalentowanych uczniów bydgoskich szkół ludowych. Dzięki temu legatowi ze stypendium jego imienia skorzystało w latach 1915-1920 kilkunastu bydgoskich uczniów. Byli wśród nich także uczniowie polscy.
Jesienią 1913 r. wybrał się w podróż koleją na wypoczynek do zachodnich Niemiec. W drodze powrotnej, wsiadając w Berlinie do pociągu kolei podziemnej, poślizgnął się i upadł, doznając wstrząśnienia mózgu, które stało się bezpośrednią przyczyną jego zgonu. Zmarł wieczorem 2 listopada 1913 w szpitalu św. Jadwigi w Berlinie. Jego zwłoki przewieziono do Bydgoszczy i pochowano na Cmentarzu Nowofarnym.

### Życie prywatne
Józef Święcicki od 1888 r. był żonaty z Marią z d. Ehrlich (ur. 1865 r. w Chełmnie). 30 kwietnia 1895 r. adoptował wspólnie z żoną przebywającego w sierocińcu Hugo Rudolfa Fiedlera (ur. 1892 r. w Berlinie) i nadał mu swoje nazwisko. Syn ukończył studia na Akademii Rolniczej w Bonn i pozostał w zachodnich Niemczech, natomiast jego żona mieszkała w Bydgoszczy do śmierci (po 1942 r.), do końca starając się, aby zapisy testamentowe Święcickiego, zwłaszcza dotyczące stypendium oraz darowizny, były przestrzegane.

## Realizacje w Bydgoszczy
- Gdańska 113 – kamienica narożna 2p, 1886
- Gdańska 115 – kamienica 2p, 1886
- Gdańska 137 – kamienica 1p, 1886
- Gdańska 86 – kamienica w kształcie L 2p, 1887
- Gdańska 88-90 – willa bliźniacza, 1888
- Gdańska 117 – kamienica 2p, 1889
- Gdańska 64 – kamienica 3p, 1889
- Gdańska 92 – kamienica 2p, 1889
- Gdańska 94 – kamienica 2p, 1891
- Gdańska 96 – kamienica 2p, 1891
- Gdańska 101 – kamienica 3p, 1892
- hotel „Pod Orłem” Gdańska 14 – 4p, 1893
- Gdańska 30 – kamienica narożna 2p, 1895
- Gdańska 63/Cieszkowskiego 2 – kamienica narożna 3p, 1895
- Gdańska 93 – kamienica 3p, 1895
- Gdańska 69 – kamienica 3p, 1896
- Gdańska 36 – kamienica 3p, 1897
- Śniadeckich 46 – kamienica 3p, 1881
- Śniadeckich 42 – kamienica narożna 2p, 1881
- Śniadeckich 30 – kamienica 3p, 1889
- Śniadeckich 38 – kamienica 2p, 1893
- Pomorska 63 – kamienica 2p, 1886
- Pomorska 48 – kamienica narożna w kształcie L 3p, 1896
- Pomorska 5 – kamienica narożna 2p, 1896
- Dworcowa 4 – kamienica 2p, 1887
- Dworcowa 39 – kamienica 2p, 1890
- Dworcowa 54 – kamienica 2p, 1893
- Cieszkowskiego 17 – kamienica 2p, 1897
- Cieszkowskiego 11 – kamienica 2p, 1898
- Cieszkowskiego 4 – kamienica 2p, 1899
- Cieszkowskiego 8 – kamienica 2p, 1899
- Chocimska 1 – kamienica narożna 2p, 1885
- Chocimska 5 – kamienica 1p, 1891
- Świętojańska 5 – kamienica 2p, 1890
- Świętojańska 3 – kamienica 2p, 1893
- Jagiellońska 36 – kamienica 2p, 1893
- Jagiellońska 30 – kamienica 2p, 1895
- Jagiellońska 69 – kamienica 3p, 1903
- Podwale 15 – skrzydło mieszkalne kamienicy, 1883
- P. Skargi 3 – willa wolnostojąca 1p, 1886
- Wełniany Rynek 7 – kamienica 2p, 1889
- Kujawska 4 – willa wolnostojąca 2p, 1890
- Stary Port 1-3 – kamienica narożna o 3 skrzydłach 3p, 1893
- Chrobrego 15 – kamienica 3p, 1895
- Zduny 11 – kamienica 2p, 1895
- Wełniany Rynek 2 – kamienica 3p z 2 skrzydłami, 1896
- plac Wolności 1 – kamienica narożna o 4 skrzydłach i wewn. dziedzińcu 3p, 1896
- Kołłątaja 5 – kamienica 2p, 1897
- 3 Maja 25 – willa 1p, 1900
- Mostowa 12 – kamienica narożna o 4 skrzydłach i wewn. dziedzińcem 3p, 1901
- al. Mickiewicza 17 – willa 1p, 1905

Niektóre realizacje Józefa Święcickiego w Bydgoszczy

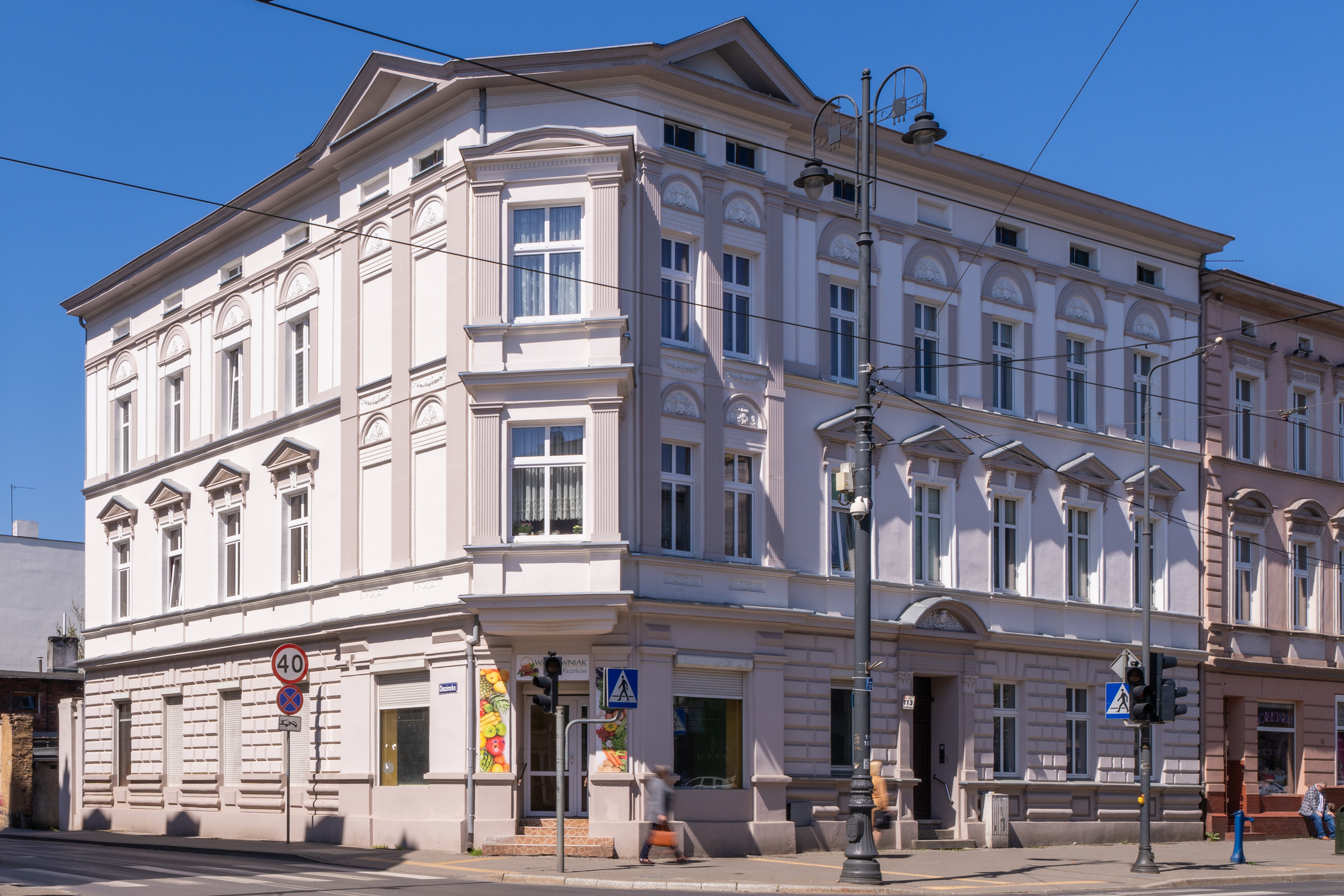
Gdańska 113 (1886)
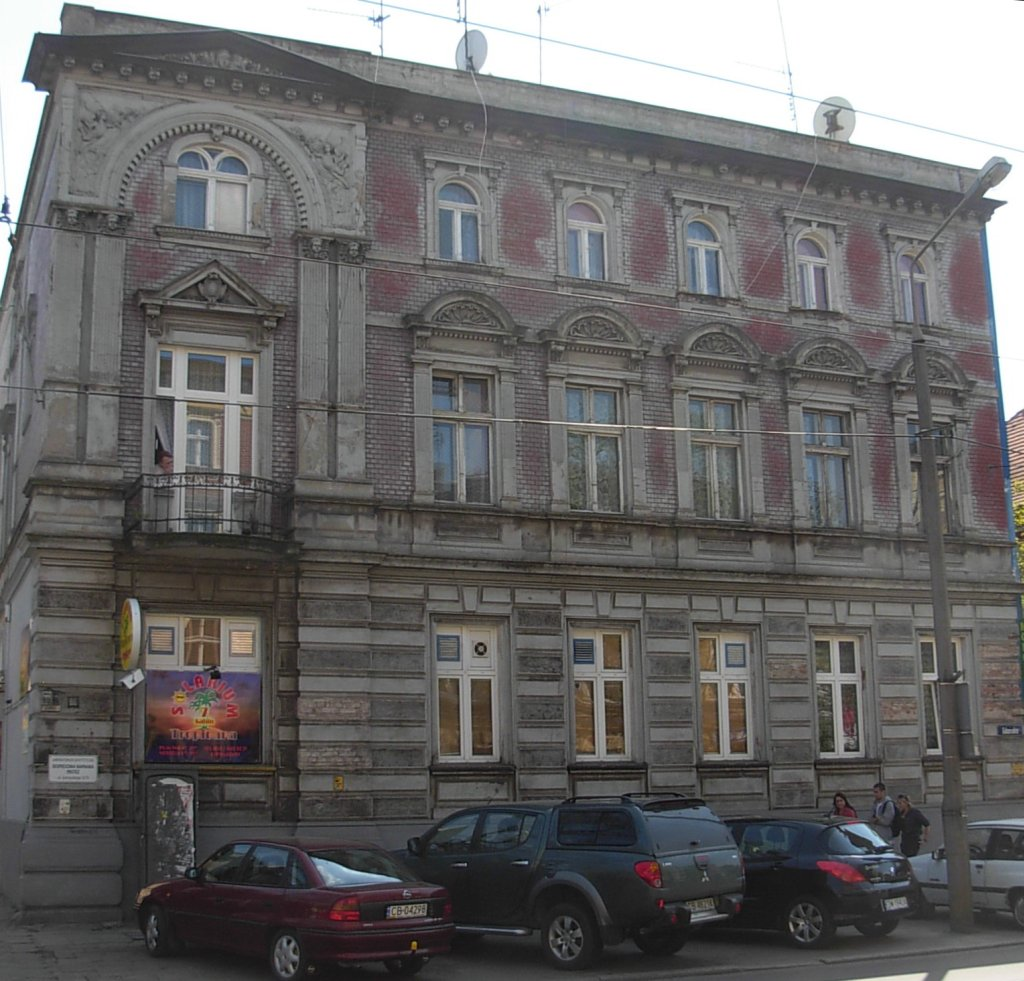
Gdańska 86 (1888)
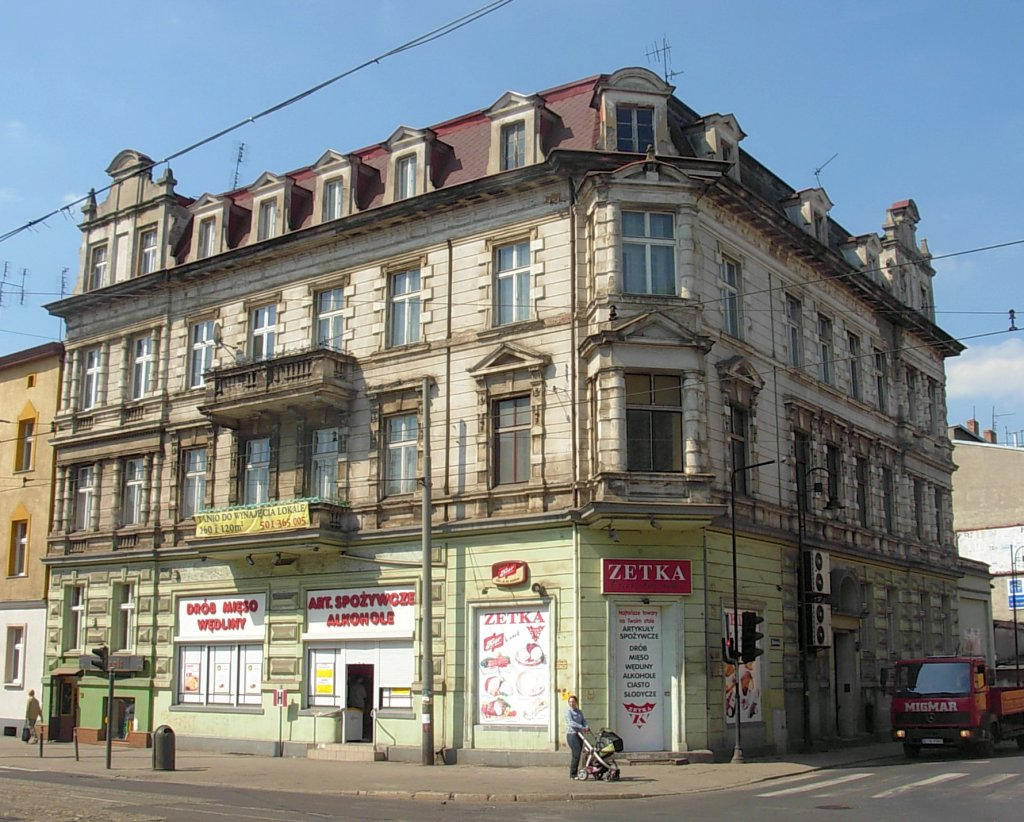
Chocimska 2 róg Gdańskiej (1888)
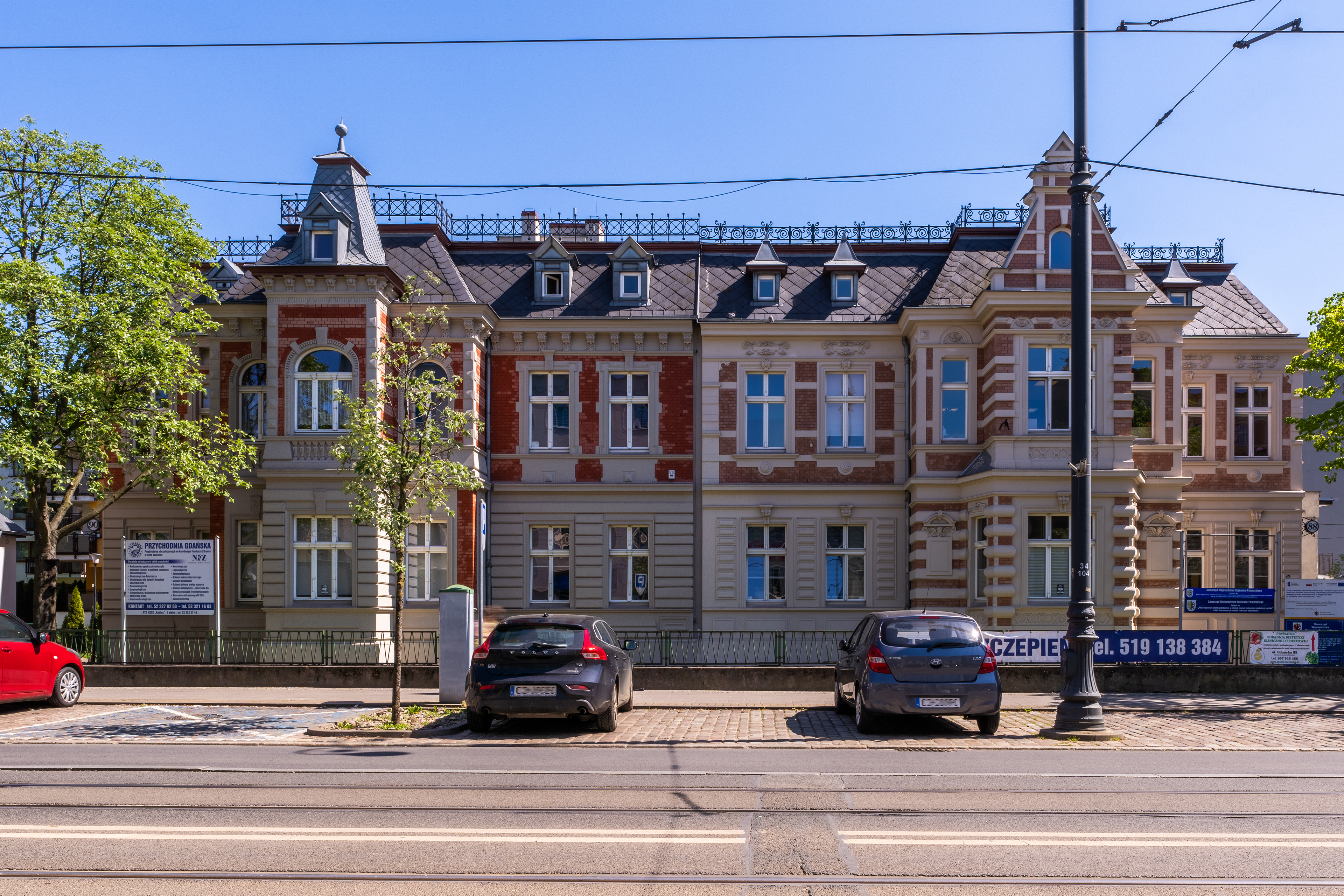
Gdańska 88-90 (1889)
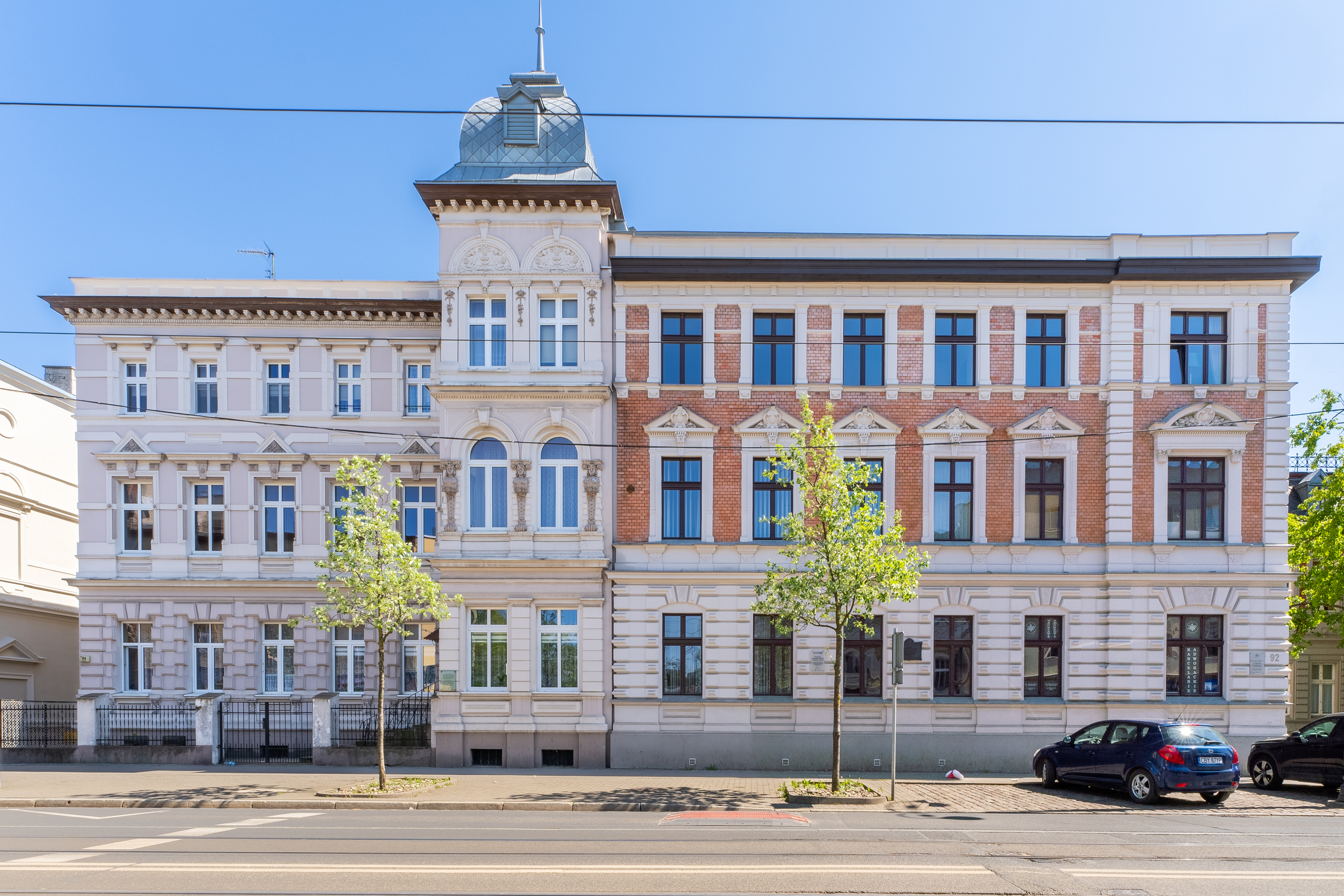
Gdańska 92-94 (1890)
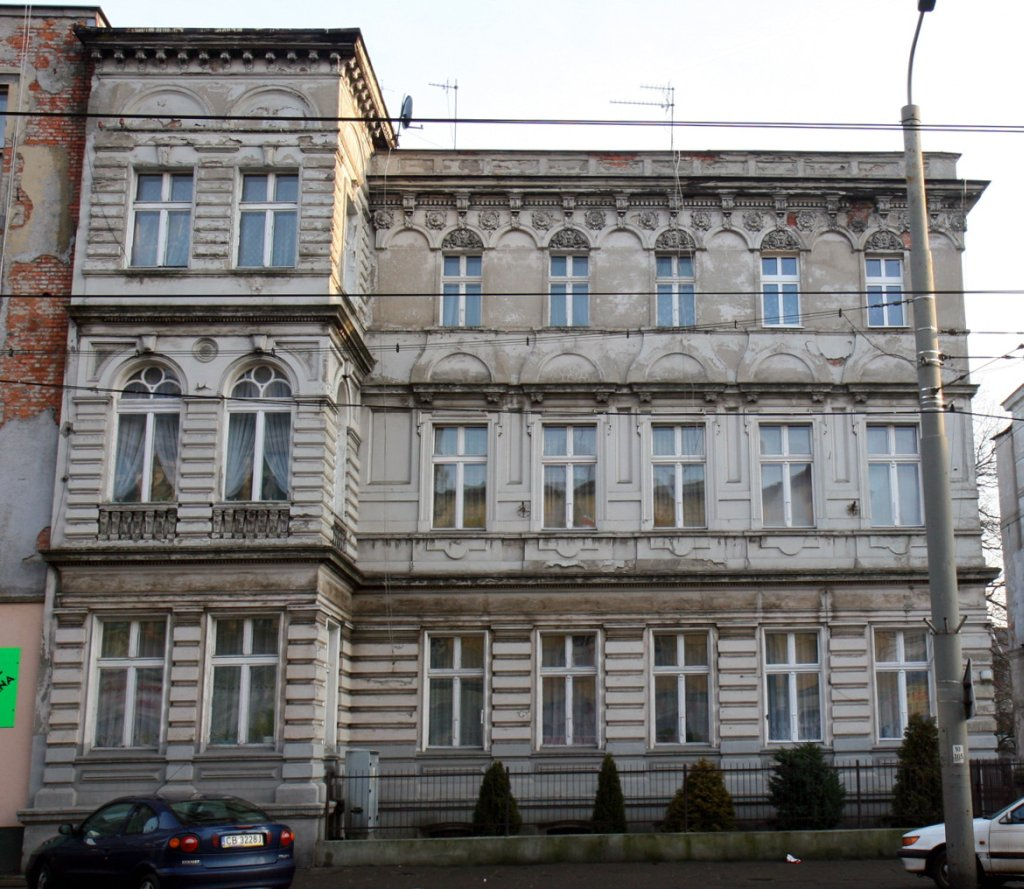
Gdańska 96 (1892)
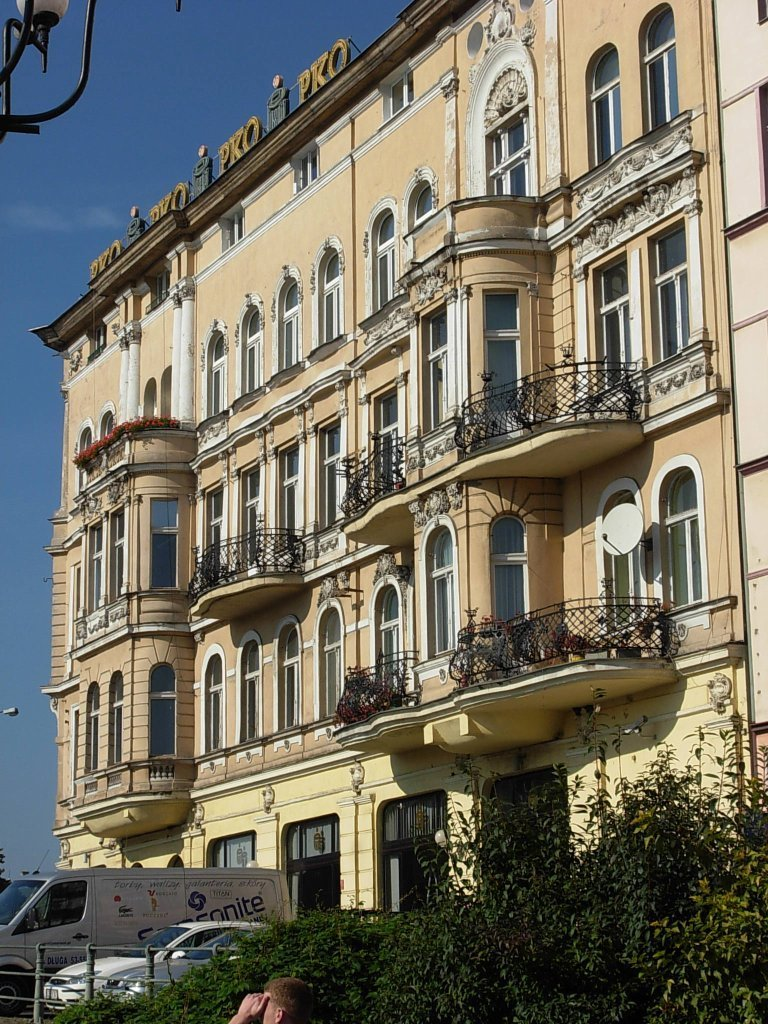
Stary Port 1-3 (1893)
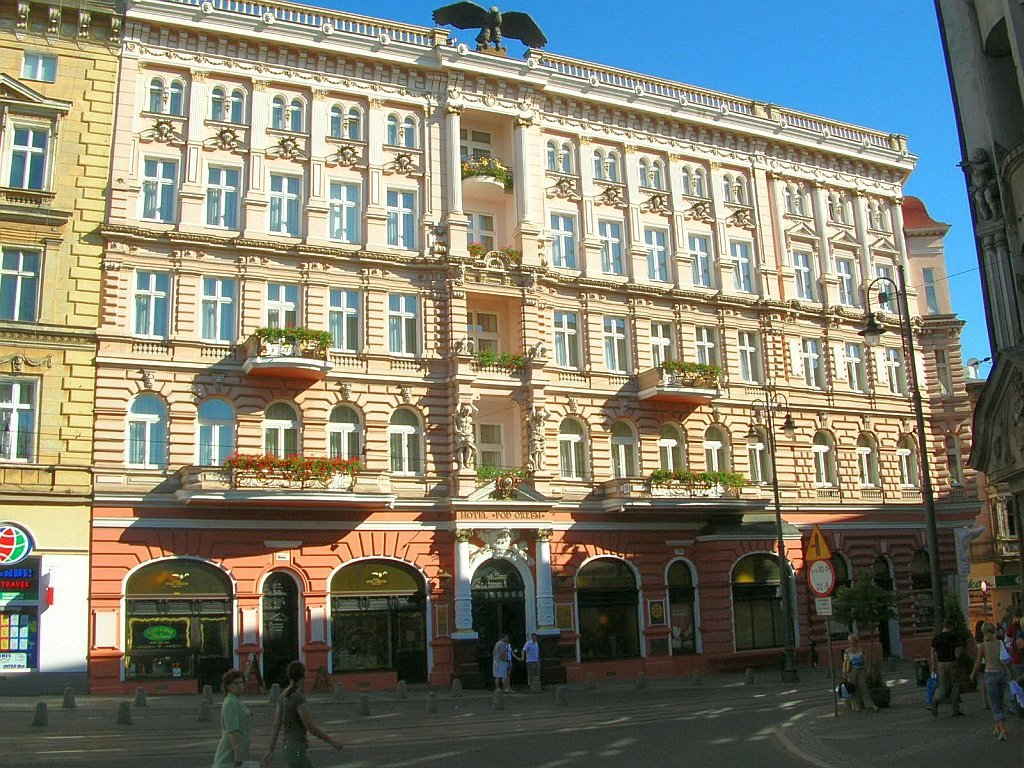
Hotel „Pod Orłem” (1893)
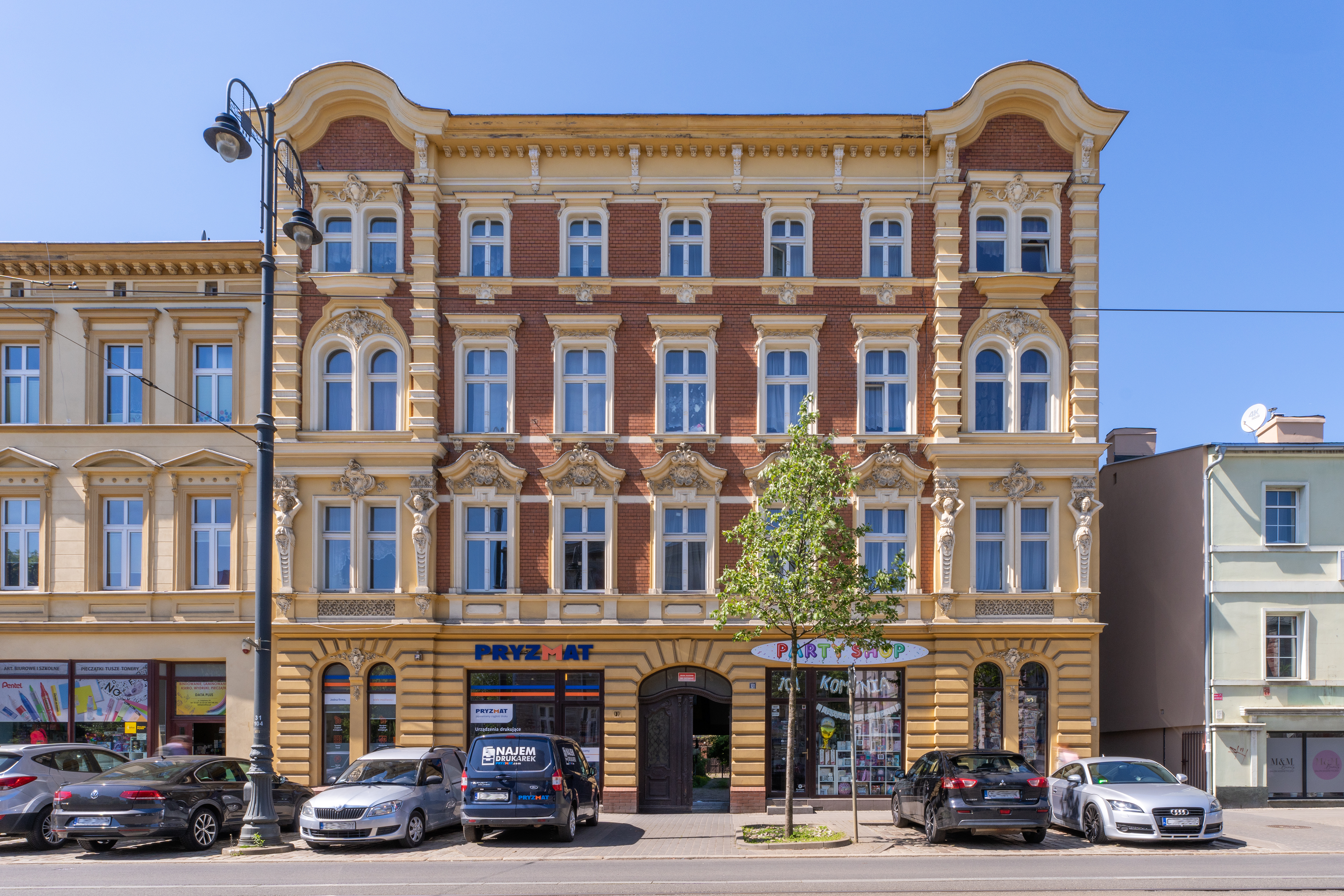
Gdańska 101 (1893)
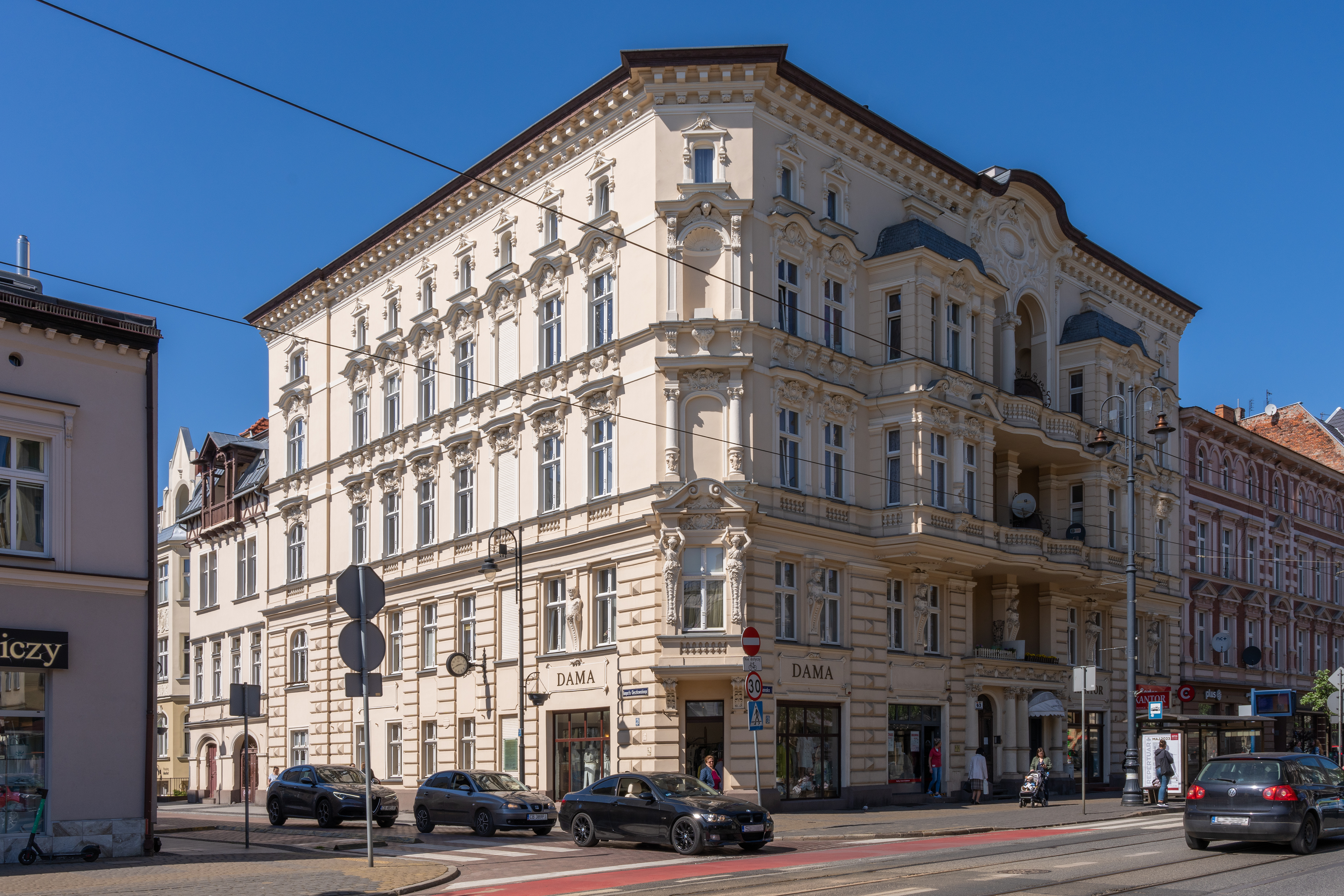
Gdańska 63 (1895)
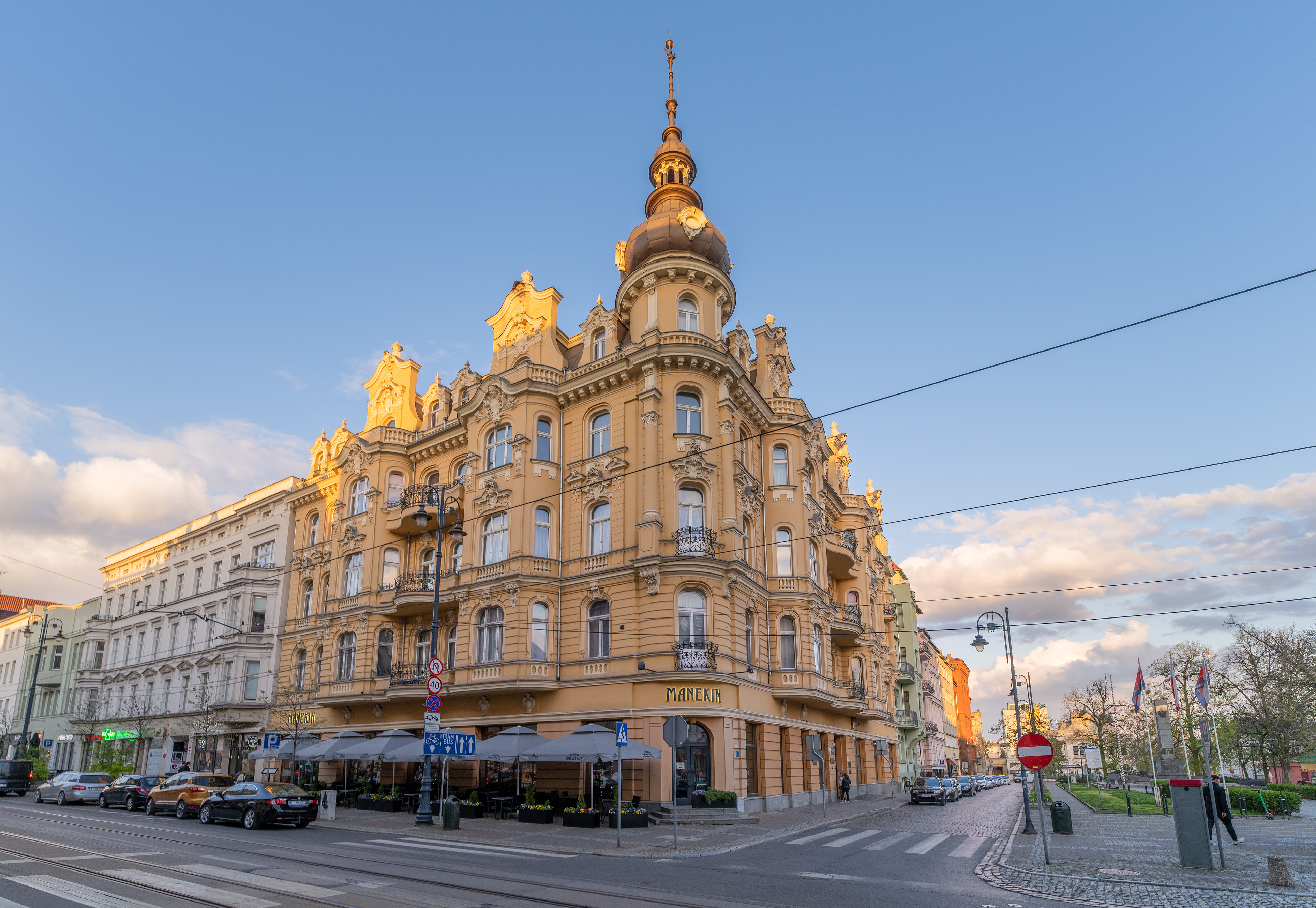
Plac Wolności 1 (1896)
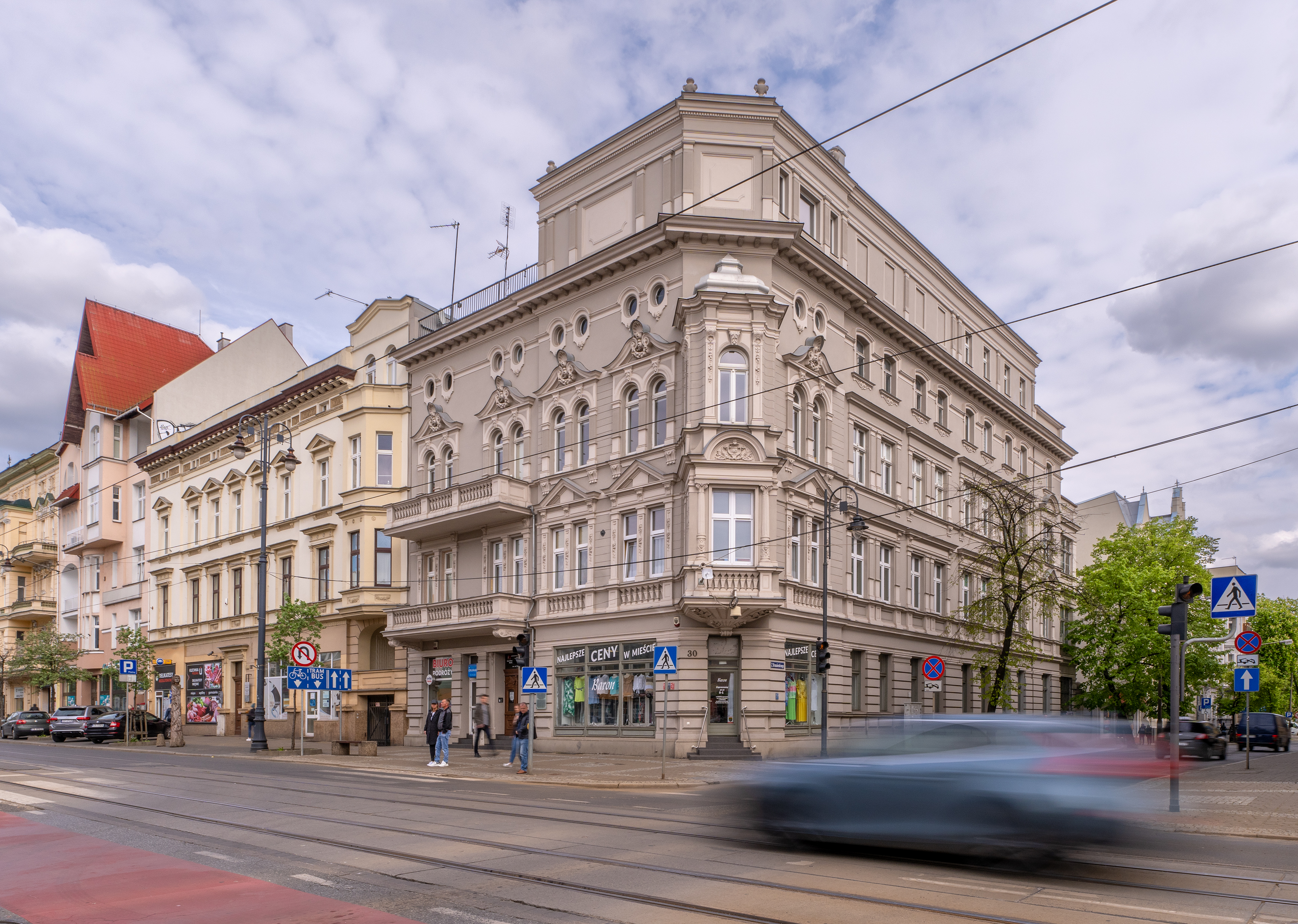
Gdańska 30 (1896)
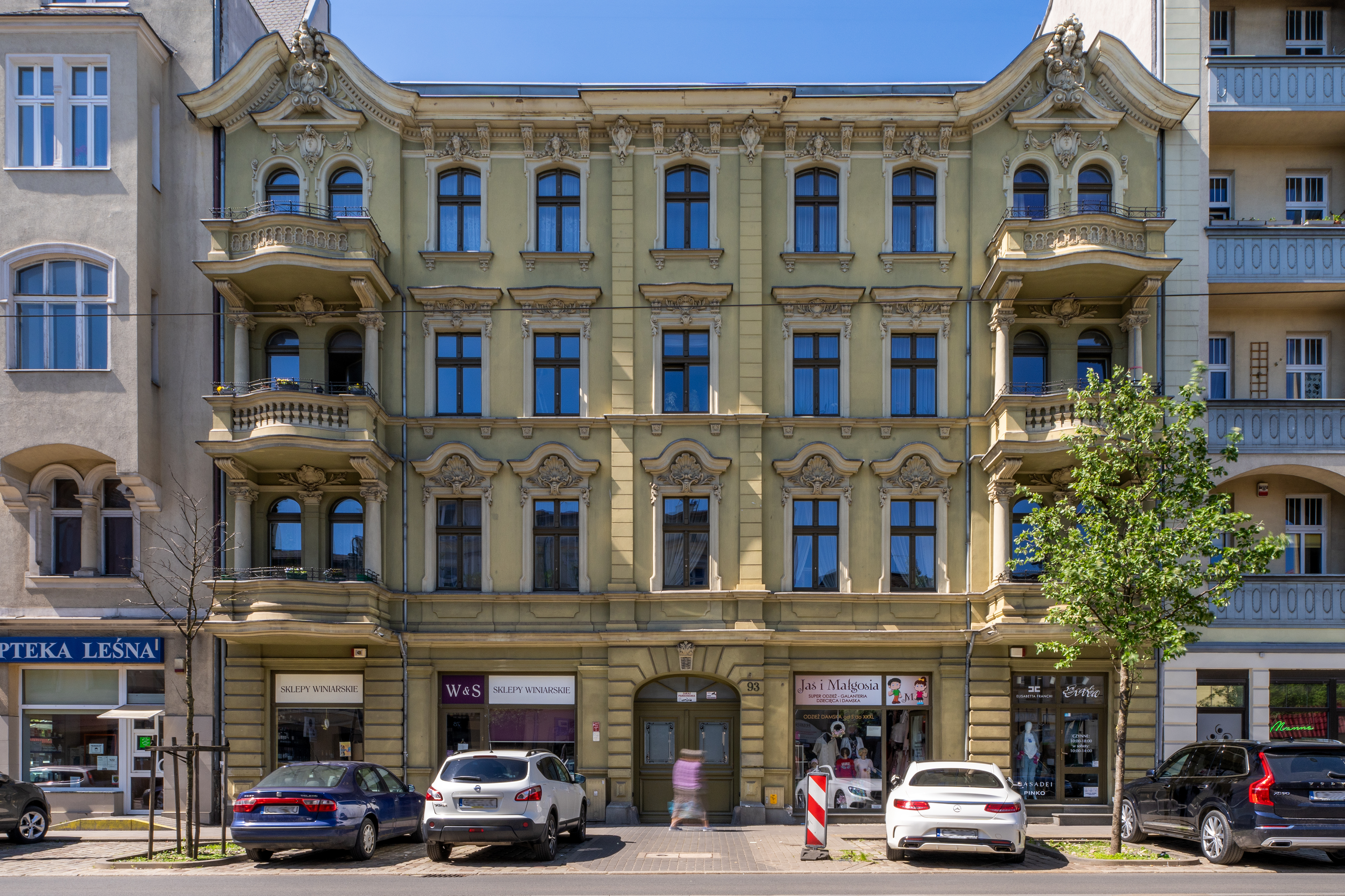
Gdańska 93 (1896)
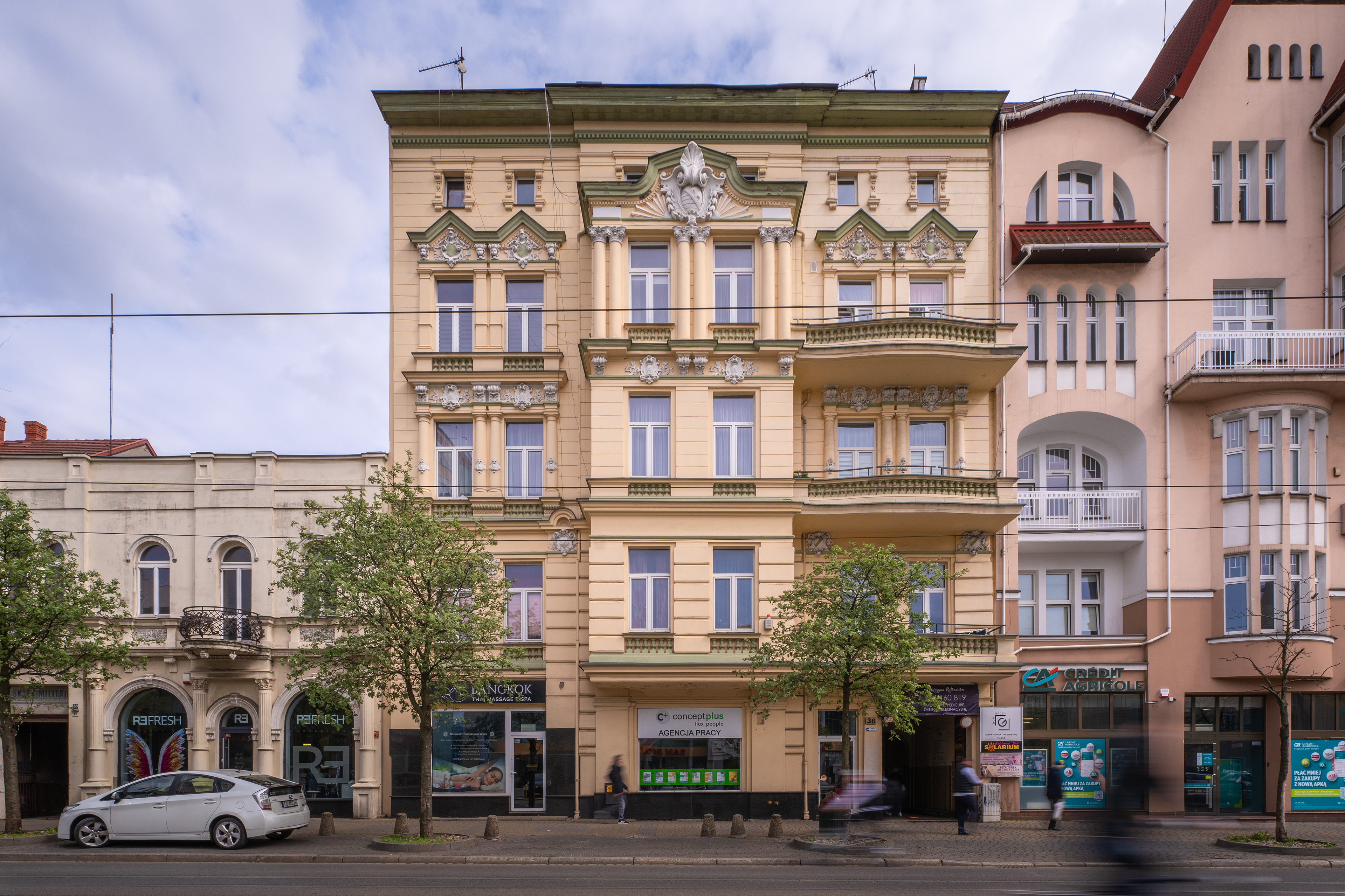
Gdańska 36 (1898)
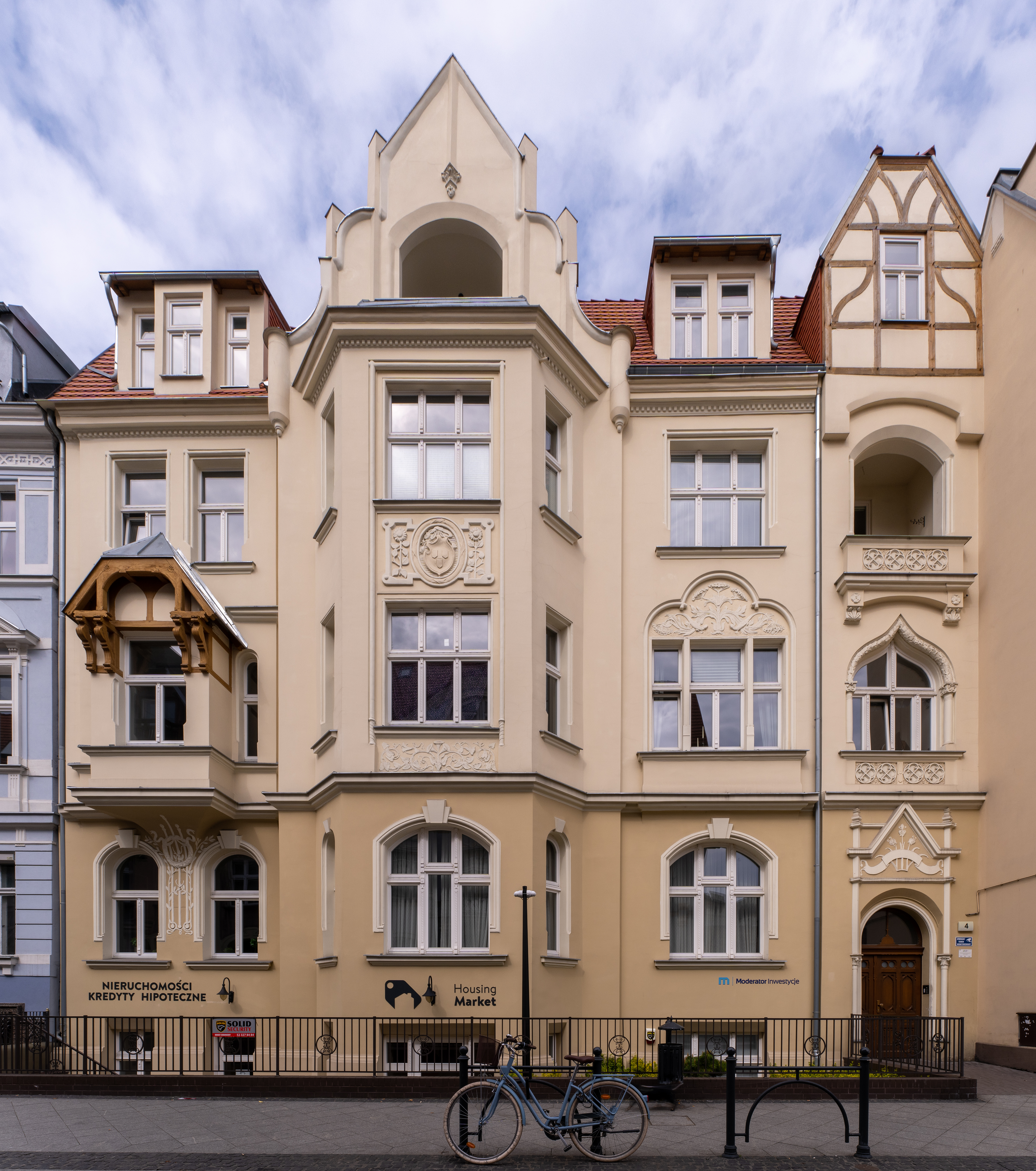
Cieszkowskiego 4 (1899)
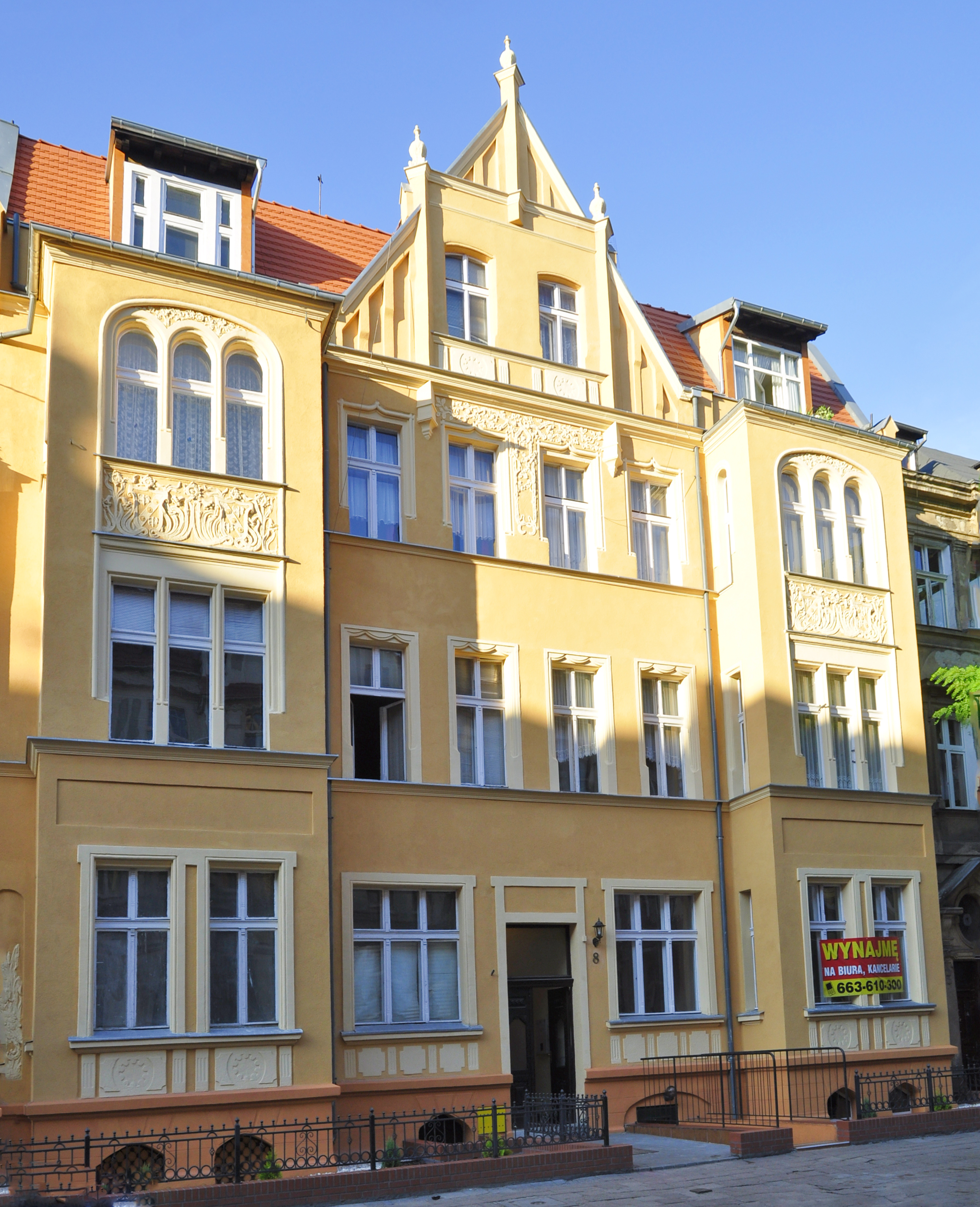
Cieszkowskiego 8 (1899)
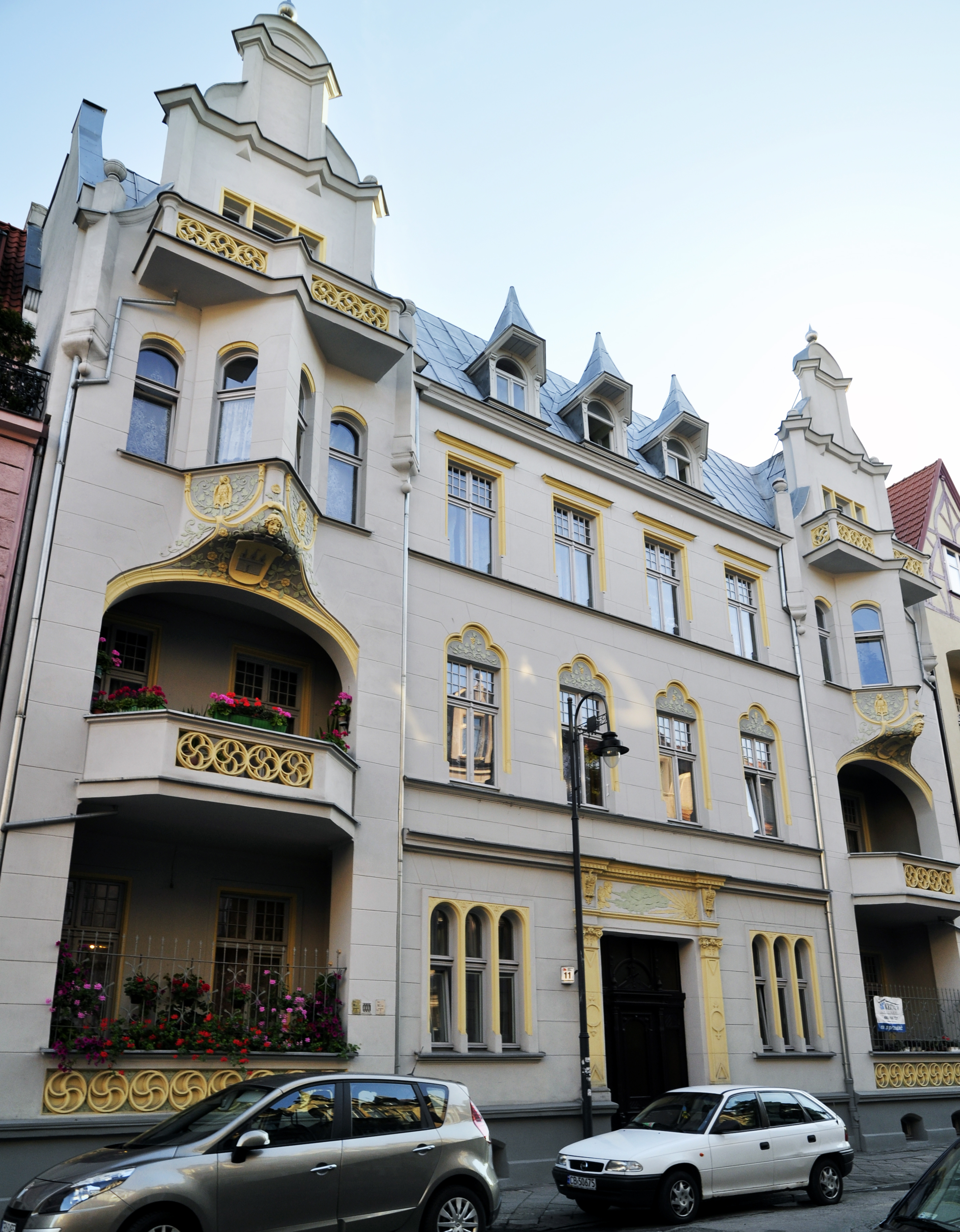
Cieszkowskiego 11 (1898)
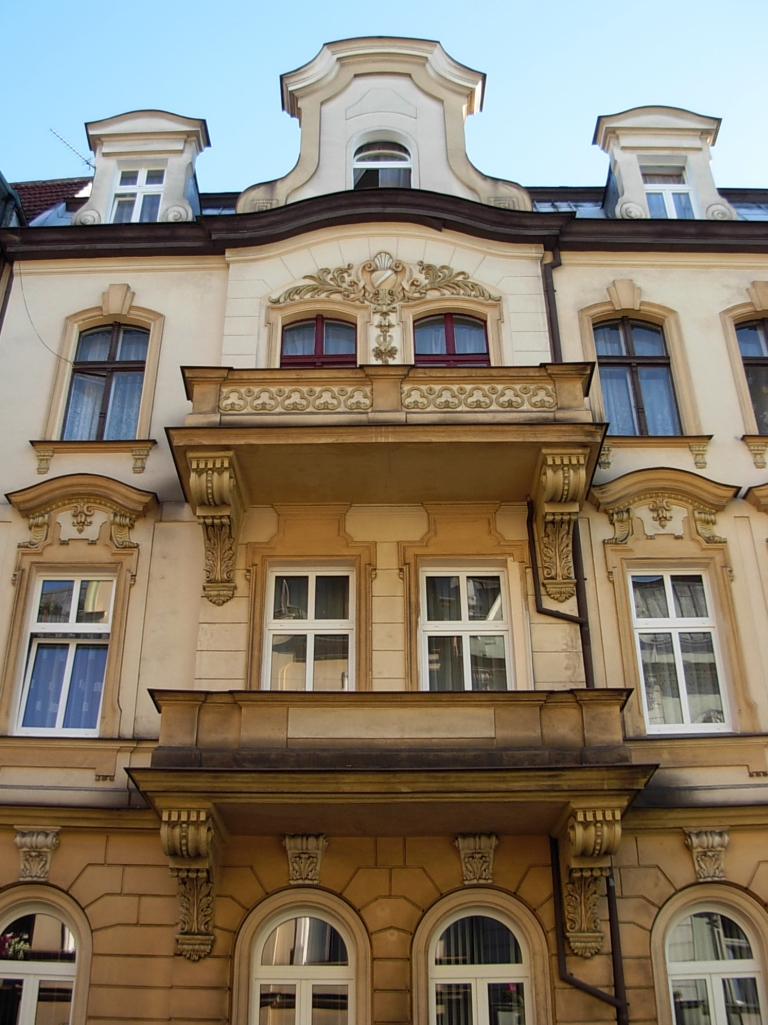
Cieszkowskiego 17 (1897)
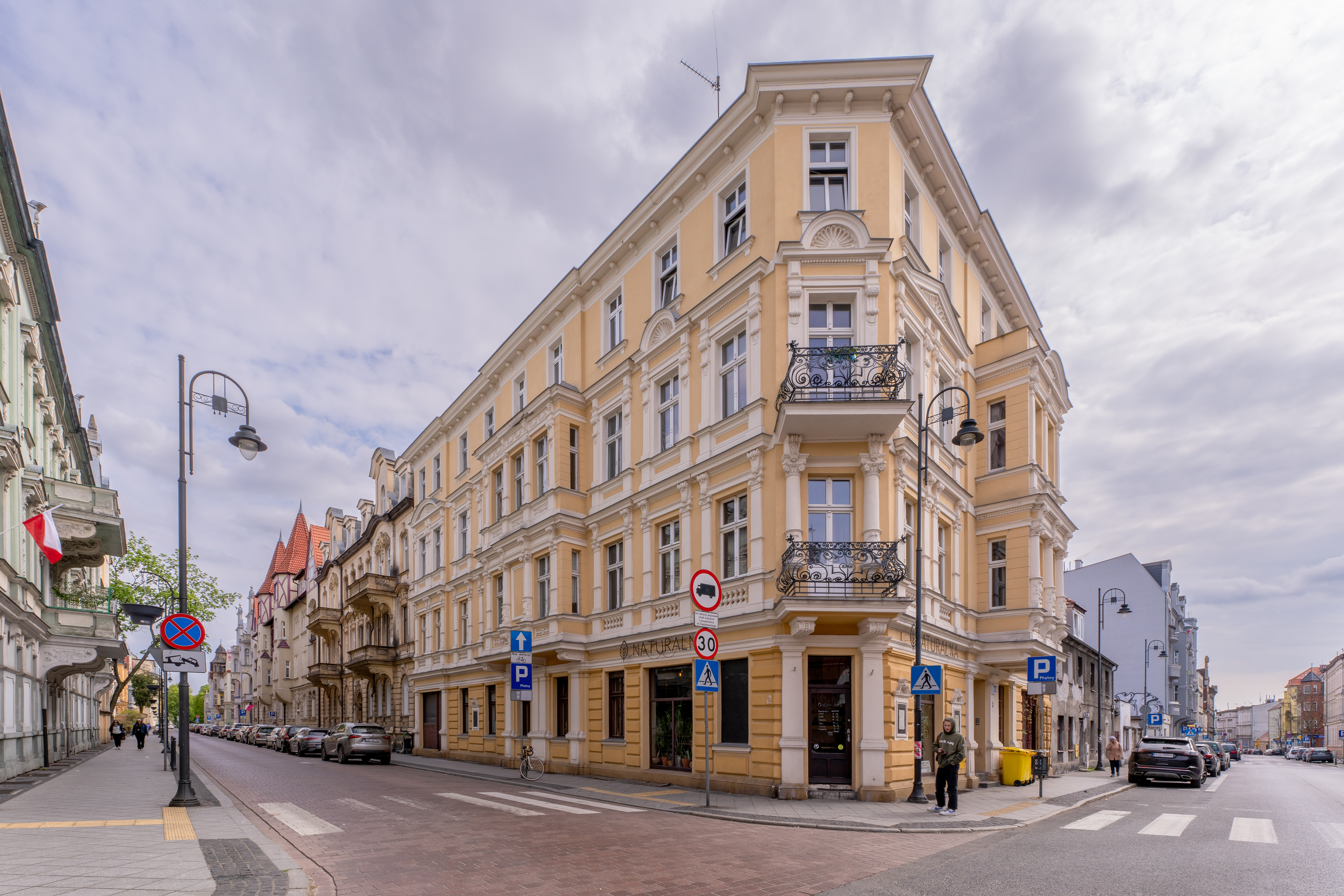
Pomorska 48 (1896)